# Corpus Inscriptionum Etruscarum
Corpus Inscriptionum Etruscarum (Собрание этрусских надписей) — первое и крупнейшее собрание всех известных науке надписей на этрусском языке. Ведётся Карлом Паули и его последователями с 1885 года. Издание ведётся с 1893 года, собрание разделено на три части: Северная и Внутренняя Этрурия, прочая Этрурия и Территория фалисков (Нижняя Этрурия). После смерти Улофа Августа Даниэльссона (Olof August Danielson) в 1933 году, собрание хранится в Швеции, в библиотеке Уппсальского университета.
В справочнике используется простая система нумерации надписей. Например, указатель CIE 6 обозначает надпись mi avileś apianaś (Я принадлежу Авиле Апиане). Таким образом пронумерованы все надписи.
В собрании часто встречаются ошибки, по этой причине в настоящее время чаще используют собрание Testimonia Linguae Etruscae (TLE), издание которого было начато итальянским историком и археологом Массимо Паллоттино в 1954 году.